# Rimae Taruntius
Rimae Taruntius – grupa rowów  na powierzchni Księżyca o średnicy około 25 km. Znajduje się wewnątrz krateru Taruntius na obszarze Mare Fecunditatis na współrzędnych selenograficznych ☾ 5,5°N 46,5°E/5,500000 46,500000. Nazwa tego systemu kanałów została nadana w 1985 roku przez Międzynarodową Unię Astronomiczną i pochodzi od krateru Taruntius.